# Lincoln Financial Field
El Lincoln Financial Field és un estadi de futbol americà de la ciutat de Filadèlfia (Pennsilvània, Estats Units). Actualment és la seu dels Philadelphia Eagles de l'NFL.

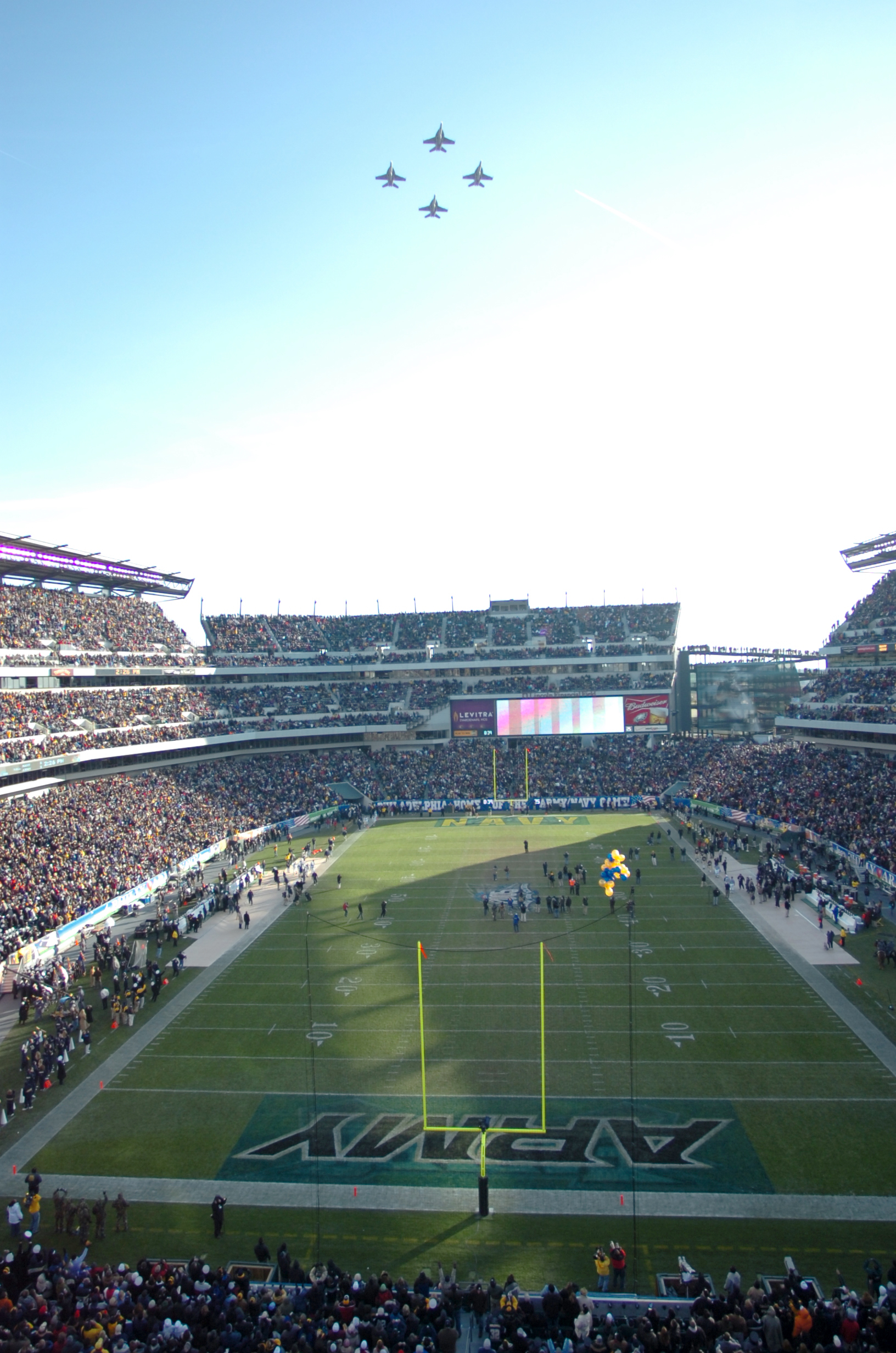
L'estadi en un partit de la lliga universitària